# Complesso di Giocasta

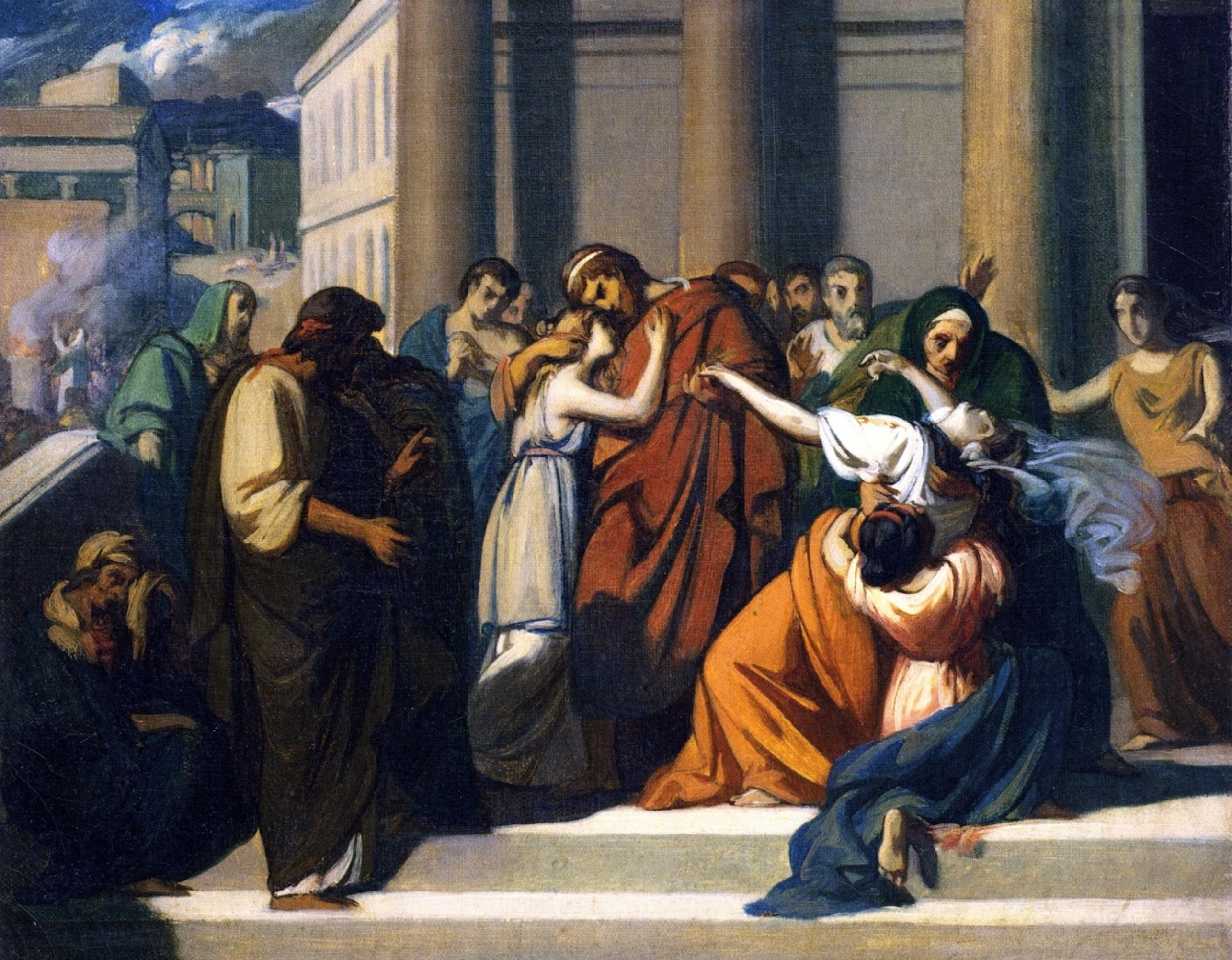
Edipo viene separato da Giocasta

Nell'analisi psicoanalitica, il complesso di Giocasta è il desiderio sessuale incestuoso che una madre nutre verso il proprio figlio.
Si tratta di un tabù particolarmente spinoso, la cui applicazione pratica è illegale in quasi tutti i paesi del Mondo.

## Origine
Il nome del complesso si basa sul mito greco di Edipo, che, a sua insaputa, uccise suo padre Laio, e, altrettanto inconsapevolmente, sposò sua madre Giocasta.
L'espressione venne utilizzata per la prima volta nel 1920 dallo psicanalista svizzero Raymond de Saussure per analogia al suo inverso logico nella psicoanalisi, il complesso di Edipo; essa può essere utilizzata per coprire diversi gradi di attaccamento, tra cui un amore materno dominante ma asessuato, diffuso quando si è in presenza di figlio estremamente intelligente e una figura paterna debole o assente.
Il complesso di Giocasta è simile al complesso di Edipo in cui, com'è noto, un figlio ha un desiderio sessuale verso la propria madre; anche in questo caso si tratta di un'estrapolazione, dal momento che nella storia originale né Edipo né Giocasta erano a conoscenza della loro consanguineità, mentre invece nei contesti moderni le espressioni "complesso di Edipo" e "complesso di Giocasta" si usano nei confronti di uomini e donne che conoscono il vincolo di parentela che le unisce alle persone da cui sono attratti.

## Altre considerazioni
- Theodor Reik definì la "madre Giocasta", quella donna adulta insoddisfatta delle proprie relazioni amorose e iper-protettiva nei confronti del figlio, come fonte primaria di nevrosi[3].
- George Devereux andò oltre, affermando che il complesso edipico del bambino è stato innescato da un complesso genitoriale preesistente (di Giocasta per le madri, di Laio per i padri)[4].
- Eric Berne ha esplorato anche l'altro lato del complesso edipico, indicando i relativi drammi familiari: egli fece l'esempio della madre "che va a letto con il fidanzato della figlia... quando non ha figli con cui giocare a fare la Giocasta"[5].

## Analogie culturali
- Atossa, personaggio della tragedia I Persiani di Eschilo, è stata vista come una donna che nei suoi sogni lotta contro il complesso di Giocasta[6].
- Nelle fiabe della cultura popolare indiana compaiono spesso figure che, come Giocasta, esprimono un desiderio sessuale nei confronti del proprio rampollo[7].